# Give Yourself a Try
‘Give Yourself a Try’는 잉글랜드의 록 밴드 The 1975의 노래로, 2018년에 발매한 밴드의 세 번째 정규 음반인 “A Brief Inquiry into Online Relationships”의 리드 싱글로 2018년 6월 1일 나왔다. 제62회 그래미상에서 최우수 록 노래 부문에 후보로 오르면서, 밴드의 첫 그래미 후보 선정이 되었다.

## 작곡
‘Give Yourself a Try’는 내림나장조에 bpm은 91이다. 힐리의 보컬은 F#4에서 E5까지 이루어져 있으며, B-B/D#-E라는 코드 진행으로 이루어져 있다. 포스트펑크 장르의 노래이며, 리드 기타 리프는 포스트펑크 밴드 조이 디비전의 곡 ‘Disorder’에 음을 추가하였다.

## 평가
빌보드에서는 2018년 최고의 노래 목록에 이 노래를 37위에, NME는 49위에 올려놓았다.

## 차트

### 주간 차트
| 차트 (2018)                         | 최고 순위 |
| ----------------------------------- | --------- |
| 오스트레일리아 (ARIA)               | 94        |
| 아일랜드 (IRMA)                     | 51        |
| 스코틀랜드 (OCC)                    | 27        |
| 영국 싱글 차트 (OCC)                | 22        |
| 미국 핫 록 & 얼터너티브 송 (빌보드) | 12        |
| 미국 록 에어플레이 (빌보드)         | 19        |

### 연말 차트
| 차트 (2018)            | 순위 |
| ---------------------- | ---- |
| 미국 핫 록 송 (빌보드) | 98   |

## 인증
| 국가                               | 인증 | 판매량/출하량 |
| ---------------------------------- | ---- | ------------- |
| 영국 (BPI)                         | 실버 | 200,000       |
| 판매량+스트리밍을 기반으로 한 인증 |      |               |